# Rišpon
Rišpon (hebrejsky רִשְׁפּוֹן‎, v oficiálním přepisu do angličtiny Rishpon) je vesnice typu mošav v Izraeli, v Centrálním distriktu, v Oblastní radě Chof ha-Šaron.

## Geografie
Leží v nadmořské výšce 26 metrů v hustě osídlené a zemědělsky intenzivně využívané pobřežní nížině, respektive Šaronské planině. Východně od obce protéká vádí Nachal Rišpon.
Obec se nachází 1 kilometr od břehu Středozemního moře, cca 14 kilometrů severoseverovýchodně od centra Tel Avivu, cca 69 kilometrů jihojihozápadně od centra Haify a 3 kilometry severně od města Herzlija. Rišpon obývají Židé, přičemž osídlení v tomto regionu je etnicky převážně židovské.
Rišpon je na dopravní síť napojen pomocí dálnice číslo 2. Po východním okraji vesnice vede kapacitní dálnice číslo 22, z níž tu k východu odbočuje nová dálnice číslo 531. Podél dálnice 22 prochází i pobřežní železniční trať, ze které se plánuje nové železniční spojení k východu, do Ra'anany, kam již vede nově budovaná železniční trať Tel Aviv – Ra'anana.

## Dějiny

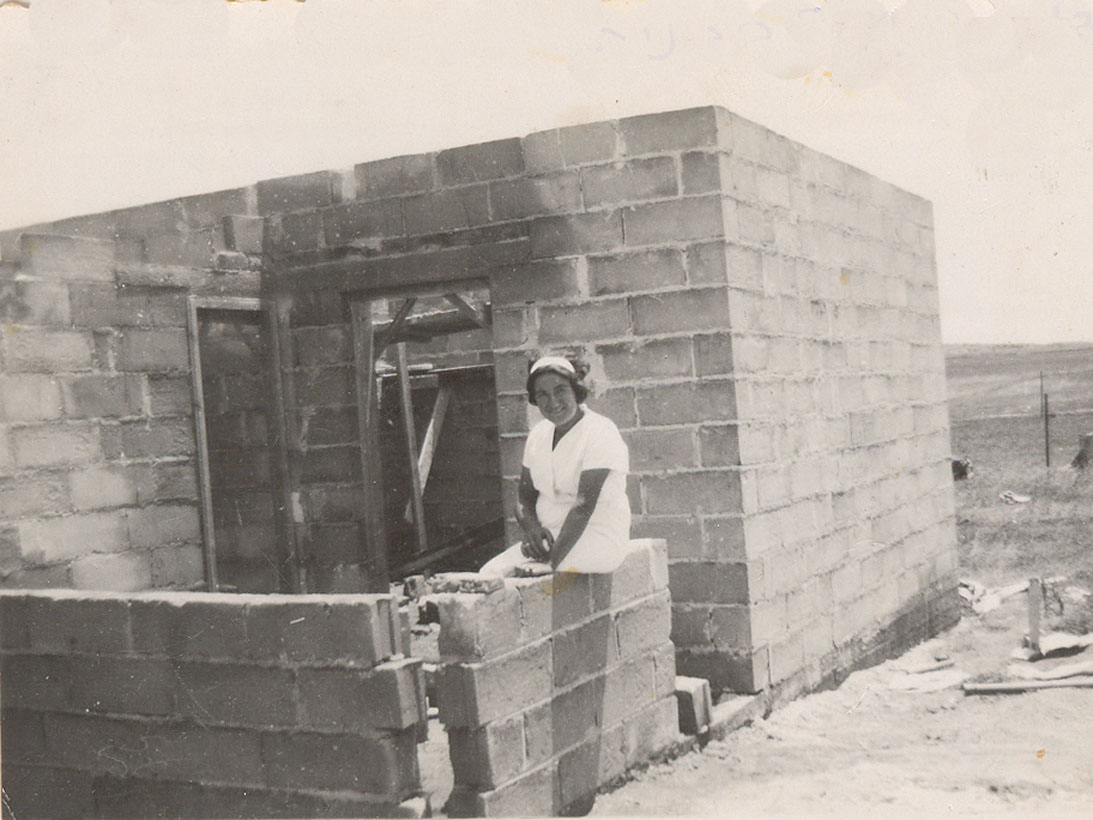
První zástavba v mošavu Rišpon

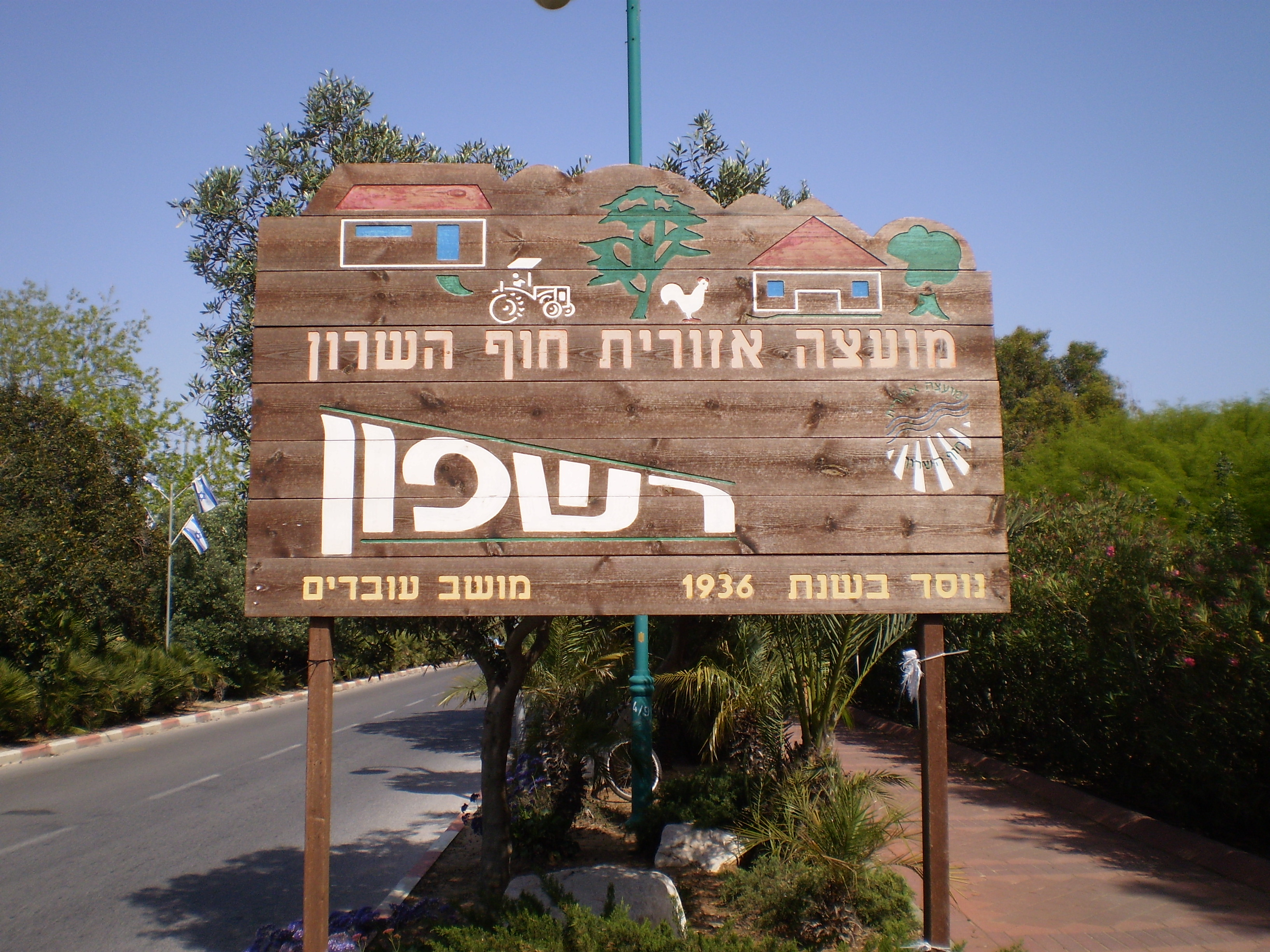
Vjezd do mošavu

Rišpon byl založen v roce 1936. Pojmenován byl podle stejnojmenného starověkého sídla připomínaného v tomto regionu. V listopadu 1945 byla vesnice terčem britské razie, jež byla reakcí na zostřující se protibritské akce prováděné Palmachem.
Před rokem 1949 měl Rišpon rozlohu katastrálního území 1552 dunamů (1,552 kilometru čtverečního).
Místní ekonomika je založena na zemědělství (pěstování citrusů, květin, zeleniny, chov drůbeže a koní). Část obyvatel podniká, další za prací dojíždějí mimo obec. V mošavu působí několik firem a několik soukromých zemědělců. Nachází se zde obchody, v okolí pak plantáže Kaki a dalšího ovoce a zeleniny. Vesnice je už stavebně propojená se sousední obcí Kfar Šmarjahu a s městem Herzlija.

## Demografie
Podle údajů z roku 2014 tvořili naprostou většinu obyvatel v Rišpon Židé (včetně statistické kategorie „ostatní“, která zahrnuje nearabské obyvatele židovského původu ale bez formální příslušnosti k židovskému náboženství).
Jde o menší sídlo vesnického typu s dlouhodobě rostoucí populací. K 31. prosinci 2014 zde žilo 1385 lidí. V roce 2014 stoupla populace o 0,4 %.
| Rok            | 1948 | 1961 | 1972 | 1983 | 1995 | 2001 | 2003 | 2004 | 2005 | 2006 | 2007 | 2008 | 2009 | 2010 | 2011 | 2012 | 2013 | 2014 |
| -------------- | ---- | ---- | ---- | ---- | ---- | ---- | ---- | ---- | ---- | ---- | ---- | ---- | ---- | ---- | ---- | ---- | ---- | ---- |
| Počet obyvatel | 292  | 458  | 474  | 484  | 671  | 762  | 807  | 823  | 911  | 958  | 1018 | 1061 | 1223 | 1311 | 1347 | 1340 | 1380 | 1385 |